# Anilios batillus
Anilios batillus — вид змій родини сліпунів (Typhlopidae). Ендемік Австралії.

## Поширення і екологія
Anilios batillus мешкають в околицях міста Вогга-Вогга на півдні Нового Південного Уельсу. Вони живуть на сухих луках, в сухих чагарникових заростях і саванах.